# Rasmus Andreasen Hansen
Rasmus Andreasen Hansen (16. august 1885 – 24. december 1967) var en dansk Skibsfører og Kaptajn, og modtager af den britiske M.B.E. orden.
Han var søn af skibsfører Rasmus Andreasen Hansen (1859-1906) og Karen Møllers Hansen f. Rasmussen (1859-1895) begge af Strynø.

## Opvækst og uddannelse
Rasmus Andreasen Hansen blev født på Strynø, som nummer to, af en søskendeflok på i alt 5 børn. Rasmus mistede sin mor da han var 9 år gammel, da hun døde få dage efter hans yngste søster var kommet til verden i 1895. Rasmus og hans søskende kom herefter i pleje ved andre familiemedlemmer.
Rasmus gik på Strynø Skole, og kom efter sin konfirmation i 1899 med sin far ud at sejle. Hans far var parts-reder på Marstal skonnerten >>SIRIUS<< og senere >>ZEPHYR<<, som begge sejlede langfarter mellem Europa og Afrika eller Sydamerika. På en af disse rejser blev hans far ramt af Gul Feber og blev begravet på en strand ved Saint-Louis i Senegal. 21-åring Rasmus og hans søskende var nu forældreløse.
Rasmus aftjente sin værnepligt i søværnet, og tog sidenhen styrmandseksamen, 1. og 2. del som styrmand og skibsfører. Han blev herefter skibsfører ved Em. Z. Svitzers Bjergnings-Entreprise.

## 2. Verdenskrig
Rasmus Andreasen Hansen var ved 2. verdenskrigsbegyndelse udstationeret ved Lissabon med bjergningsdamperen >>S/S VALKYRIEN<<. Lissabon var på dette tidspunkt neutralhavn, men ved Tysklands besættelse af Danmark 9. april 1940, henvendte briterne sig til de danske kaptajner, og opfordrede dem til at sejle ud af havnen og overgive sig til de britiske styrker.
R.A. Hansen var indstillet på at lade sit skib overgå til engelske hænder, men kun såfremt at der kunne findes en tilfredsstillende løsning på forsikringsspørgsmålet. Han ønskede ligeledes at det danske flag skulle forblive på skibet, samt at det forsat skulle have station i det neutrale Lissabon. Den britiske flådeofficer støttede hans krav, men i London ville man det anderledes, og den 14. april telegraferede Admiralitet tilbage til flådeofficeren, at man ikke kunne gå ind for hans forslag, så længe der blev sejlet under dansk flag.
Forhandlinger blev heller ikke nemmere af at ”Danish Shipping Committe” som optrådte på vegne af alle de danske skibe der lå i neutralhavn, og som havde mange interesser, opfordrede Kaptajn Hansen til at blive i havnen. ”Alvorlige følger vil blive resultatet, hvis De forsøger at flytte Deres skib fra den nuværende neutrale havn.”
Men R.A. Hansen havde allerede besluttet sig, og modet til at vælge. Efter han havde forhandlet forsikrings-spørgsmål og lønninger på plads, trodsede han disse anbefalinger, og 30. april sejlede han sit skib til Gibraltar hvor stævningen for prisretten blev udtaget 5. maj. Skibet blev herefter underlagt Ministry of Shipping (Ministry of War Transport) – Gibraltar, og senere Royal Navy.
Onsdag den 12. juni 1946 kom Rasmus hjem til Danmark igen, efter mere end 7 års fravær fra danske himmelstrøg. På havnen i Svendborg stod familie og venner klar til at modtage den danske besætning på Svitzer bådene >>S/S PROTECTOR<< og >>S/S VALKYRIEN<<, der begge ikke havde set dansk havn i mange år.
Med >>S/S VALKYRIEN<< og senere >>S/S PROTECTOR<<, som under det engelske flag hed >>CONFEDERATE<<, leverede Rasmus en stor indsats i de allieredes tjeneste, med flere store bjærgninger ved Middelhavet, Røde Havet og Det Indiske Ocean. Bl.a. ved bjergningen af det engelske tankskib >>TOORAK<< i Aden Havn, hvor vejret var meget dårligt. Her viste Rasmus stor mod og dygtighed, hvilket gjorde at de fik bjerget skibet. Her ud over bjergede han flere andre skibe, blandt dem et 10.000 tons amerikansk tankskib. ”Bjergningsoperationer hvis værdi for den allierede Skibsfart ikke kan overvurderes” som det hed i flere aviser.
13. august 1946 blev han tildelt den engelske titel M.B.E. (Member of the Most Excellent Order of the British Empire), som han fik overrakt af en minister, den 29. januar 1947 på den engelske ambassade i København.

## Familie
Efter Rasmus flyttede fra Strynø boede han både i Korsør, Lissabon med flyttede ved sin pension til Svendborg. Her boede han indtil sin død 24. december 1967 på Svendborg Centralsygehus. Han blev begravet 29. december samme år på Fredens Kirkegård i Svendborg.
Rasmus blev aldrig gift og fik ingen børn. Han efterlod sig ved sin død 2 søskende og samt en nevø og en niece.

## Legat
Selvom Rasmus meget af sin aktive erhvervskarriere ikke var i Danmark, glemte han aldrig sine rødder, sin opvækst, og hvor han kom fra.
Inden sin død oprettede han ”En Sømands Legat”, der først og fremmest kan søges af forældreløse børn og unge til uddannelse og rekreation. I ansøgningsskemaet skal ansøgeren også angive om vedkommende har særligt tilknytning til Strynø. Legatet har igennem mere 50 år givet unge mennesker en hjælpende hånd, og uddeles hvert år på Rasmus’ fødselsdag den 16. August.